# Oreorchis discigera
Oreorchis discigera är en orkidéart som beskrevs av William Wright Smith. Oreorchis discigera ingår i släktet Oreorchis och familjen orkidéer. Inga underarter finns listade i Catalogue of Life.